# Anna Chlumsky
Anna Chlumsky (ur. 3 grudnia 1980, Chicago) – amerykańska aktorka teatralna i filmowa, była aktorka dziecięca. Zasłynęła główną rolą w filmie Moja dziewczyna (1991), w którym partnerował jej Macaulay Culkin.

## Życiorys

### Dzieciństwo
Chlumsky zaczynała jako niemowlę, grą w reklamówkach. W filmie po raz pierwszy pojawiła się jako dziewięciolatka, gdy nie wymieniona w napisach początkowych, ani końcowych, wystąpiła w charakterze jednej z uczennic w scenie komedii Wujaszek Buck. Dwa lata później, w 1991 roku, zagrała już główną rolę w Mojej dziewczynie. Do roku 1998 wystąpiła ogółem w dziewięciu filmach i serialach telewizyjnych oraz kilku kolejnych programach typu talk-show, rozdaniach nagród, a także teledysku do piosenki "My Girl", zespołu The Temptations, po czym zniknęła z ekranów.

### Wczesna dorosłość
W latach 1999–2005 Chlumsky nie pojawiła się w żadnym filmie i serialu. Ukończyła stosunki międzynarodowe na Uniwersytecie Chicago w roku 2002 i rozpoczęła pracę jako recenzent gastronomiczny w firmie Zagat Survey oraz asystent edytora w wydawnictwie HarperCollins. Nie uzyskując satysfakcji z żadnej z nich, zdecydowała się powrócić do aktorstwa, rozpoczynając od uzyskania formalnego wykształcenia w tym kierunku w Off-Broadwajowskiej szkole teatralnej; Atlantic Theater Company.

### Powrót do aktorstwa
Pierwszą dorosłą rolę Chlumsky zagrała w krótkometrażowym filmie Wait z 2005 roku. Od tego czasu pojawia się regularnie w filmach i serialach telewizyjnych, z czego między innymi w Prawo i bezprawie, Białe kołnierzyki, Figurantka i Hannibal.

### Życie prywatne
Córka Franka i Nancy Chlumskych. Matka była jej pierwszą agentką i jednocześnie wystąpiła w epizodycznych rolach w kilku jej dziecięcych filmach. Od roku 2008, żona Shauna So, z którym ma dwie córki - Penelopę Joan (2013) i Clarę Elizabeth (2016).

## Filmografia

### Filmy
- 1989: Wujaszek Buck (Uncle Buck) jako uczennica
- 1991: Moja dziewczyna (My Girl) jako Vada Sultenfuss
- 1994: Moja dziewczyna 2 (My Girl 2) jako Vada Sultenfuss
- 1994: Jak kupić nową mamę (Trading Mom) jako Elizabeth Martin
- 1995: Poszukiwacze złota (Gold Diggers: The Secret of Bear Mountain) jako Jody Salerno
- 1997: Wszystko dla mojej córki (A Child's Wish) jako Missy Chandler (film TV)
- 1997: Odszukane szczęście (Miracle in the Woods) jako Gina Weatherby
- 2005: Wait jako Cara (krótkometrażowy)
- 2007: Blood Car jako Lorraine
- 2008: Eavesdrop jako Chelsea
- 2009: Zapętleni (In the Loop) jako Liza Weld
- 2009: Właściwy facet (The Good Guy) jako Lisa
- 2009: My Sweet Misery jako Chloe
- 2009: House Rules jako Scotty Fisher (film TV)
- 2009: 12 mężczyzn z kalendarza (12 Men of Christmas) jako Jan Lucas (film TV)
- 2010: Civil Unions: A Love Story (krótkometrażowy)
- 2011: The Pill jako Nelly
- 2011: Three Weeks, Three Kids jako Jennifer Mills (film TV)
- 2013: Prez jako pani Shelby (krótkometrażowy)
- 2013: Przewodnik po przyjaźni Berta i Arniego (Bert and Arnie's Guide to Friendship) jako Sabrina
- 2014: Floating Sunflowers jako June (krótkometrażowy)
- 2015: Koniec trasy (The End of the Tour) jako Sarah
- 2019: Hala jako Shannon Taylor
- 2022: They/Them jako Molly Erickson / Angie Phelps

### Seriale
- 1998: Cupid jako Jill (gościnnie)
- 1998: Zdarzyło się jutro (Early Edition) jako Megan Clark (gościnnie)
- 2007: Rockefeller Plaza 30 jako Liz Lemler (gościnnie)
- 2007: Cupid jako Josie (gościnnie)
- 2007-2010: Prawo i bezprawie (Law and Order) jako Mary Calvin/Lisa Klein (gościnnie)
- 2010: Kamuflaż (Covert Affairs) jako Vivian Long (gościnnie)
- 2011: Lights Out (Lights Out) jako Charlie (gościnnie)
- 2011: Białe kołnierzyki (White Collar) jako agentka Melissa Matthews (gościnnie)
- 2012-2019: Figurantka (Veep) jako Amy Brookheimer
- 2012: Poślubione armii (Army Wives) jako Jessica Anderson (gościnnie)
- 2012: Prawo i porządek: sekcja specjalna (Law & Order: Special Victims Unit) jako Jocelyn Paley
- 2013-2014: Hannibal jako Miriam Lass (gościnnie)
- 2016: Robot Chicken jako Kelly/pielęgniarka (głos) (gościnnie)
- 2017: Halt and Catch Fire jako dr Katie Herman
- 2021: Pełzaki (Rugrats) jako Charlotte Pickles (głos)
- 2022: Kim jest Anna? (Inventing Anna) jako Vivian Kent
- 2024: Evil (Rugrats) jako Ellie/Laura (gościnnie)

### Inne - wybór
- 2015: You Can't Take It With You (przedstawienie teatralne)[6]
- 2009: Saturday Night Live (talk-show)
- 2004: Measure for Measure (przedstawienie teatralne)
- 1991: The Tonight Show Starring Johnny Carson (talk-show)
- 1991: My Girl (teledysk)